# Willem Roelofs
Willem Roelofs (10 de març de 1822, Amsterdam - 12 de maig de 1897, Berchem), fou un pintor, dibuixant, delineant i litògraf neerlandès. Roelofs fou un dels precursors de l'art del Ressorgiment holandès, després del Classicisme Romàntic del començament del segle xix, que conduí a la formació de l'Escola de la Haia. Els seus paisatges, especialment els primerencs, amb els seus cels dominats pels núvols, masses d'aigua mesurades i poblades amb bestiar, són típics per a l'Escola de Barbizon.

## Biografia
Willem Roelofs nasqué a Amsterdam el 10 de març de 1822. Quan era un home jove la seva família va marxar a Utrecht, on el seu pare esdevingué membre de l'Associació de Pintors i Delineants a Utrecht, i rebé lliçons de l'artista Abraham Hendrik Winter. El juny de 1839, es mudaren a La Haia per tal que el jove Willem jove pogués estudiar a l'Acadèmia d'Arts Visuals d'aquella ciutat i aprendre al taller d'H. G. van de Sande Bakhuyzen.
El 1847, estigué implicat en l'establiment de la societat d'artistes "Pulchri Studio" a la Haia. El 1847, marxà de la Haia bastant precipitadament i se n'anà a viure a Brussel·les on hi va romandre fins a 1887. Des de 1866 fins a 1869, ensenyà Hendrik Willem Mesdag, qui es convertiria en un dels mestres de l'Escola de la Haia. Els seus altres estudiants eren Paul Gabriël, Frans Smissaert, Willem de Famars Testas i Alexander Mollinger. El 1850, quedà captivat per l'Escola de Barbizon a l'àrea de Fontainebleau de França. Hi tornà dues vegades, el 1852 i el 1855. Va ajudar a la fundació de la Societé Belge Aquarellistes a Brussel·les, el 1856.
Sens dubte, Roelofs proporcionà un impuls espiritual pels pintors de natura que dominarien més tard l'Escola de la Haia. A més a més de pintar, també s'ocupava amb l'entomologia, on s'especialitzà en escarabats. Publicava sobre ells en revistes il·lustrades científiques i els identificava per al museu d'història natural de Leiden (el Naturalis actual). El 1855, fundà l'associació belga per a l'entomologia, de la qual es convertí en president el 1878. La seva col·lecció extensa de Curculionidae es convertí en la base de la col·lecció d'escarabats del Museu Natuurhistorisch a Brussel·les. Seguint el seu consell, Vincent van Gogh es matriculà la tardor de 1880 a Brussel·les.

## Galeria

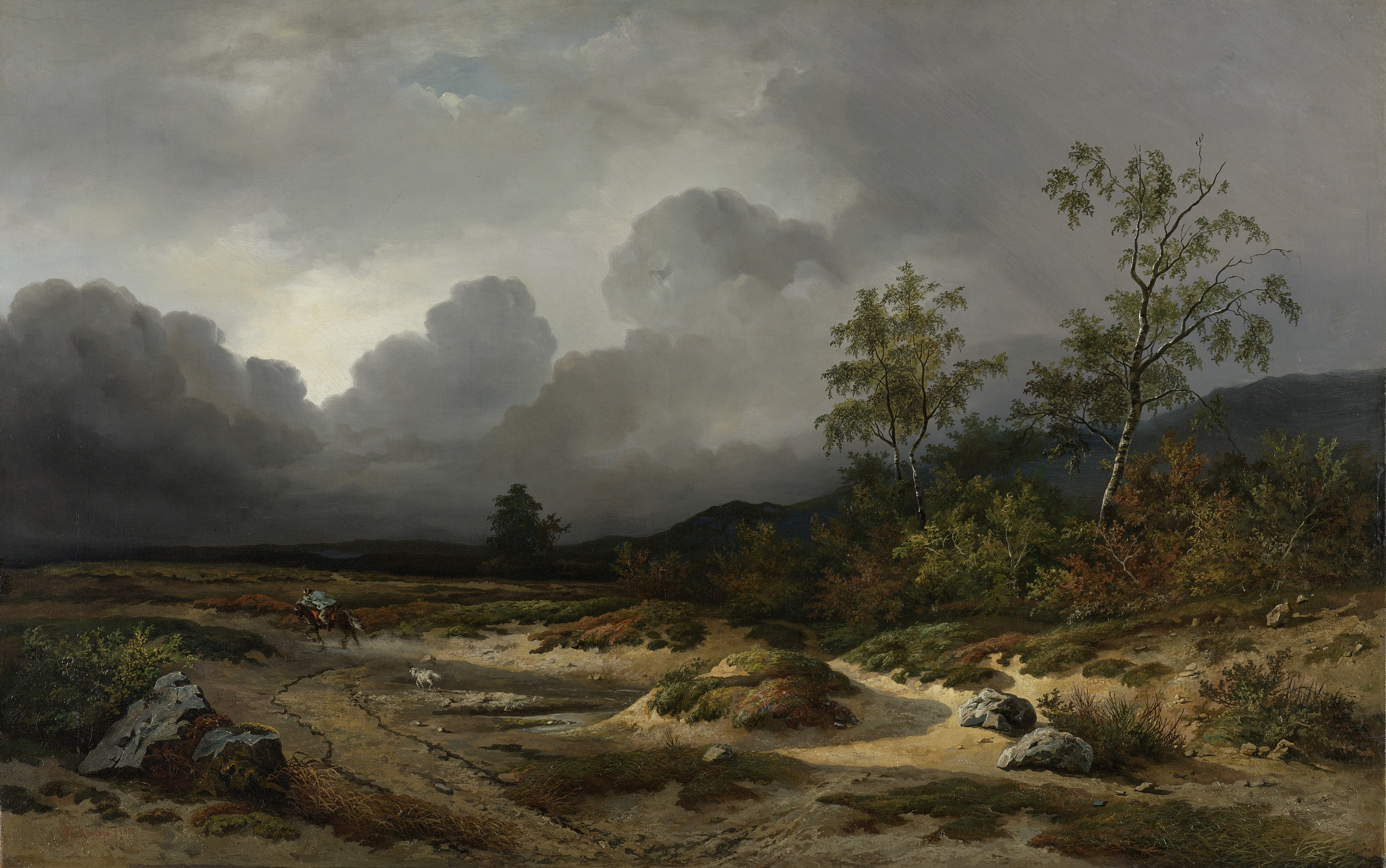
Paisatge amb la tempesta que s'acosta (1850).
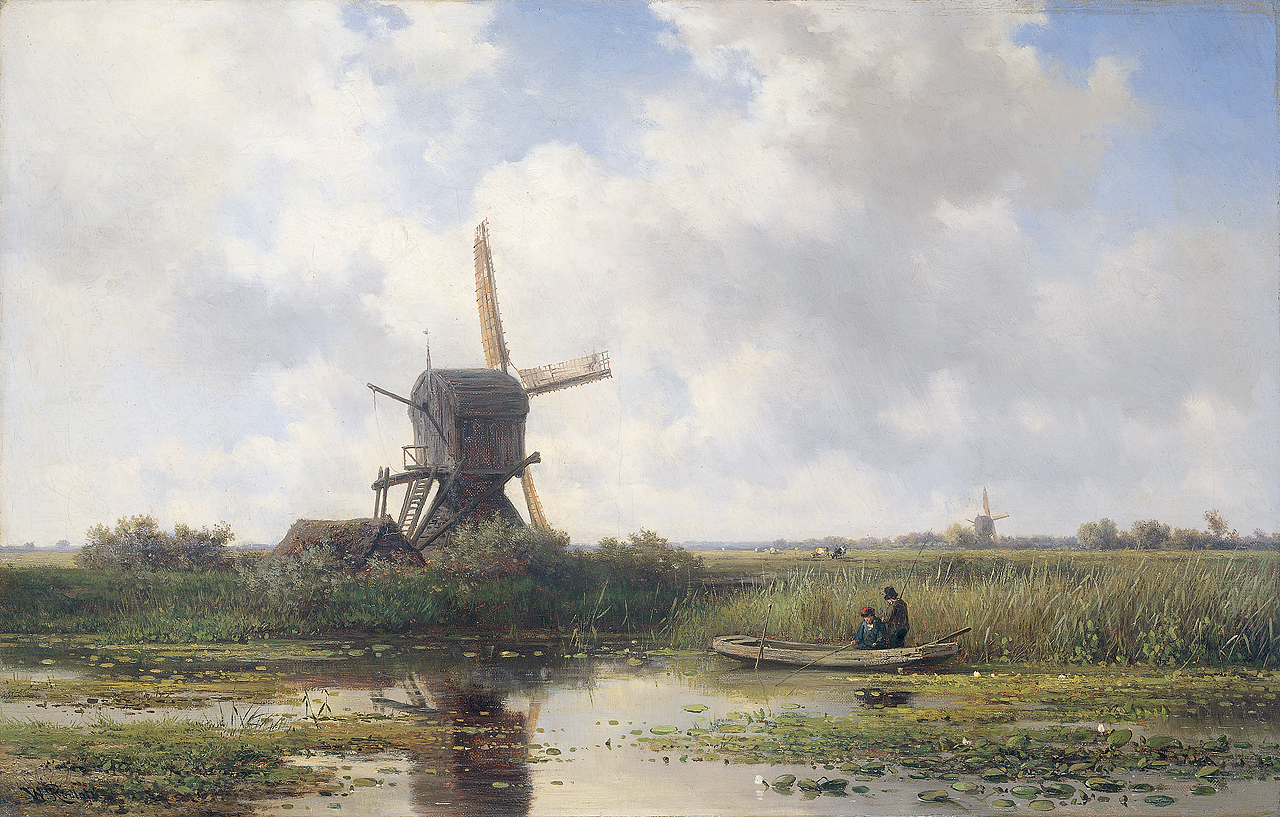
In 't Gein bij Abcoude (1870).